# Étienne-Joseph de La Fare
Pour les autres membres de la famille, voir Famille de La Fare.
Étienne-Joseph de La Fare est un gentilhomme et ecclésiastique français né le 10 décembre 1690 à Paris et mort le  23 avril 1741 au  château de Leschelle. Il devient brièvement évêque de Viviers en 1723, puis évêque-duc de Laon (1723-1741), second pair ecclésiastique de France et comte d’Anizy-le-Château, du fait du jeu des parentèles et des clientèles. Il prend parti contre les jansénistes.

## Biographie

### Jeunesse
Étienne-Joseph de La Fare est le fils de Charles-Auguste de La Fare, capitaine des gardes de Philippe d’Orléans dit Monsieur, et de Louise-Jeanne de Lux de Ventelet (1667-1691). Il est le frère de Philippe-Charles de La Fare, et le cousin des cardinaux Anne-Louis-Henri de La Fare et François-Joachim de Pierre de Bernis.
Sa famille a bénéficié des appuis de la Maison d’Orléans. Ils sont leurs clients depuis la mort de Mazarin.
Durant sa jeunesse, Étienne-Joseph se montre très dépensier et vend un bénéfice, dont il était pourvu. Pour le punir, son père le fait enfermer à Saint-Lazare. D’après certains, l’archevêque de Paris, le cardinal Louis-Antoine de Noailles lui aurait refusé les ordres. 
Il devient docteur en théologie, puis abbé des Prémontrés de l’abbaye Saint-Martin de Laon. Il est ensuite grand vicaire de Soissons. Il était intrigant, actif, bavard, ne doutant jamais de rien, difficile à déconcerter. C’est, aux yeux de ses ennemis, « une espèce de petit monstre par son corps et plus encore par son âme ».
Charles de Saint-Albin, fils du régent Philippe d’Orléans, est un autre ennemi des jansénistes. Le projet des mariages de Louis XV avec l’infante d’Espagne et celui du prince des Asturies, Louis d’Espagne, avec la fille du régent a besoin pour être conclu de l’aide des jésuites. Pour ces raisons, le régent, Philippe d’Orléans qui est pourtant un libertin, devient leur protecteur et fait en sorte que les cardinaux, les archevêques et les évêques soient tous favorables aux jésuites.
Dans ses Mémoires, qui sont le pire des réquisitoires, Louis de Rouvroy, duc de Saint-Simon affirme que le futur successeur de Charles de Saint-Albin, comme évêque-duc de Laon est surpris en train de voler et scandalise étrangement : 
D’après ce vieux courtisan, Philippe d’Orléans lui aurait dit qu’il l’avait chassé « du Palais-Royal pour avoir volé cinquante pistoles qu’il envoyait, par lui, à Madame de Polignac. Je la nomme, parce que sa vie a été si publique que je ne crois pas manquer à la charité, à la discrétion, à la considération de son nom. »
Son frère, Philippe-Charles, après avoir été officier des mousquetaires, est maréchal de France et membre de l’Ordre du Saint-Esprit et de la Toison d’or.

### La politique et la religion
La politique et la religion sont, elles aussi, à l’origine de propos haineux. Saint-Simon continue son réquisitoire : « Pour sortir d’un état si pitoyable, ce rebut du monde fit le converti, frappa à plusieurs portes pour être ordonné prêtre sans y pouvoir réussir, à ce que me conta lors Rochebonne,, évêque-comte de Noyon, qui fut un de ceux qui le refusèrent, malgré une prétendue retraite qu’il fit dans un bénéfice qu’il avoit dans Noyon »
Il continue : « Enfin il trouva un prélat plus traitable par la conformité de conduite. J'aurois horreur de le nommer et de dire avec quel scandale il l’ordonna contre toutes les règles de l’Église. Incontinent après, il se jeta au cardinal de Bissy, et à Languet, évêque de Soissons, à qui tout étoit bon moyennant le fanatisme de la constitution, qui le rendit digne d’être grand vicaire de Soissons, où il se signala en ce genre à mériter toute leur protection ».

### Évêque de Viviers (février 1723)
Saint-Simon ajoute : « Avec ce secours et celui des jésuites, il trafiqua l’évêché de Viviers avec Martin de Ratabon, qui y avoit passé du siège d’Ypres, et que l’épiscopat ennuyoit, malgré la non-résidence. Il lui donna deux abbayes qu’il avoit, avec un bon retour, et fut sacré évêque de Viviers, au scandale universel ».
En 1723, La Fare est effectivement nommé évêque de Viviers, dans le Vivarais, moyennant une démission qu’il donne de l’abbaye cistercienne de Mortemer, en Normandie, et de celle de l'abbaye Saint-Barthélemy de Noyon. Il perd deux bénéfices importants, mais il est évêque dans une région d’où est originaire sa famille.

### Évêque-duc de Laon
Le duc d’Orléans, Philippe d’Orléans, lui donne plusieurs grands bénéfices. Il est assez étonnant que le régent fasse d’un prélat qui l’aurait volé, un évêque et un duc, le second pair de France, un comte d’Anizy, en remplacement de Henri Henri François-Xavier de Belsunce-Castelmoron (1670-1755), devenu évêque de Marseille. « La Fare, évêque de Viviers qui n'étoit pas pour être si délicat, fut mis à Laon, à son refus, où on a vu depuis ce qu’il savoit faire. Il y est mort abhorré et banqueroutier, après avoir de gré ou de force escroqué tout son diocèse qu’il avoit d’ailleurs dévasté », écrit Saint-Simon.
La Fare est consacré évêque de Laon à Paris, le 25 juillet 1724. Il prête serment entre les mains du roi, Louis XV, le 6 août suivant. Il prend possession de son diocèse le 12 du même mois. En tant que titulaire de l’une des anciennes pairies de France, il a le privilège de porter la sainte Ampoule lors du sacre des rois de France à Reims.

### Une tâche bien difficile

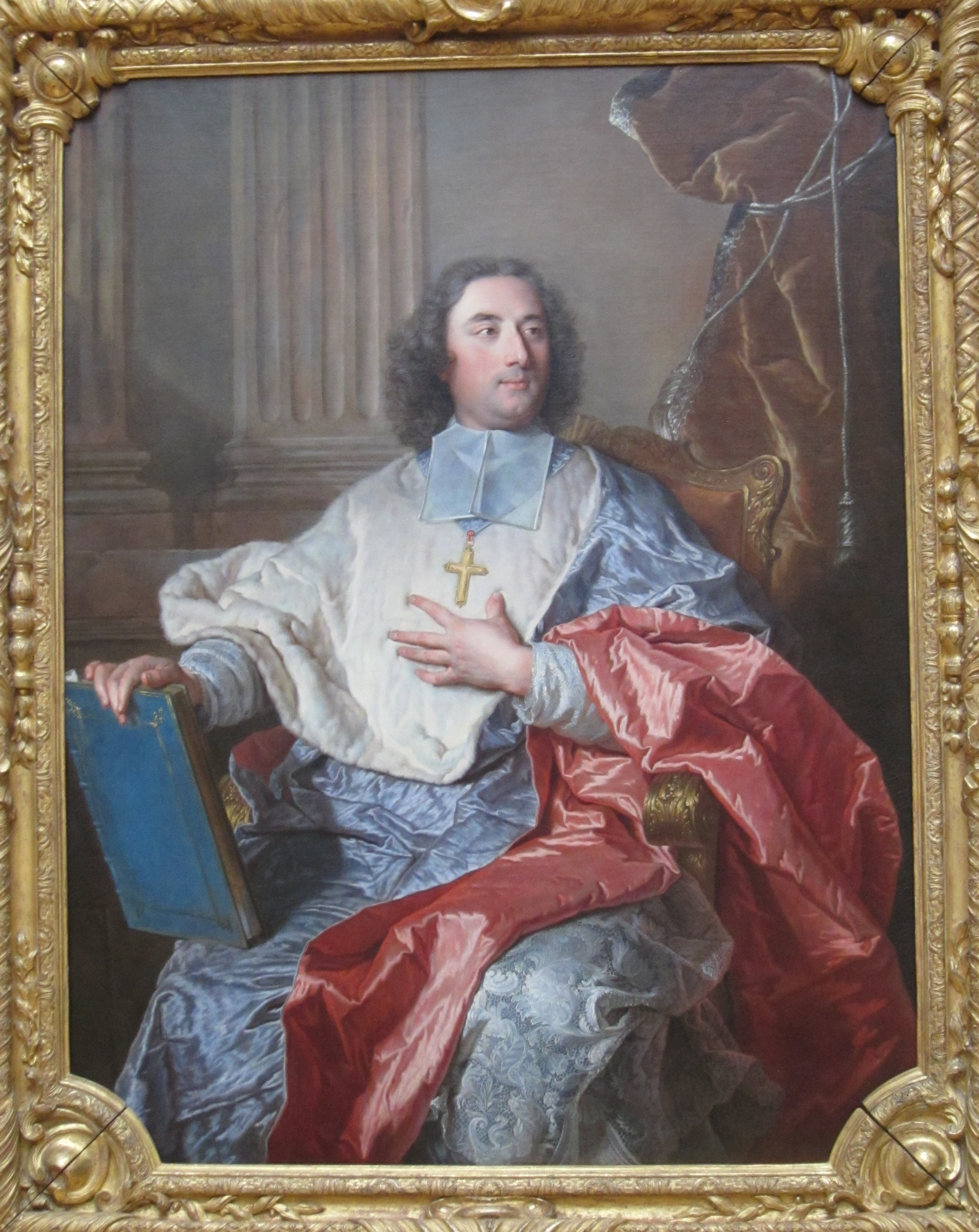
Charles de Saint-Albin, son prédécesseur à Laon.

Dès 1724, l’évêque de La Fare, en prenant possession du siège épiscopal de Laon, trouve un clergé profondément divisé par les passions entre constitutionnaires et anticonstitutionnaires qui se livrent une lutte acharnée les uns contre les autres. 
Étienne-Joseph de la Fare écrit, le 18 janvier 1730, un mandement sur la soumission due à la constitution apostolique de la bulle Unigenitus : Mandement de Monseigneur l’Évêque Duc de Laon, Second Pair de France, comte d’Anizy, et Sur la soûmission due à la Constitution Unigenitus, sur la fidélité indispensable des Sujets envers leur Souverain, & sur les Droits Sacrez de l’Épiscopat. 
Michel Bur dans son Histoire de Laon et du Laonnois résume ainsi la situation : « Étienne de La Fare, aidé des seuls jésuites, entre en guerre contre chapitre, bourgeoisie de Laon, Parlement de Paris, Conseil du roi, oratoriens, bénédictins, sœurs de la Congrégation, régent du Collège de France et même contre soixante curés qu’il renvoie pour ramener le diocèse dans l’obéissance du pape. »

### La fin de sa vie
Comme le dit le duc de Saint-Simon, l’évêque-duc est un homme de petite taille, prétentieux et excessif. D’ailleurs un autre duc, Charles-Philippe d'Albert de Luynes, ami de son frère, écrit à l’occasion de sa mort, le 23 avril 1741, au château de Leschelle : « Du jeudi 1er juin 1741 Fête-Dieu, Versailles. - II y a déjà un mois environ que M. l’évêque de Laon est mort; il étoit frère de M. le marquis de La Fare, ci-devant commandant en Languedoc, mais il ne lui ressembloit point du tout, car il étoit petit et d’une vilaine figure. Il a beaucoup fait parler de lui par son zèle pour la Constitution. Ce sentiment, quelque louable qu’il soit et quoique très-digne d’être approuvé, étoit accompagné dans M. de Laon d’une si grande vivacité que l’on a souvent pensé qu’il poussoit les choses à l’excès ». 
Jean-François-Joseph de Rochechouart-Faudoas lui succède comme évêque-duc de Laon.
Il est inhumé dans l’église paroissiale de Leschelle. Son épitaphe est : « HIC JACET/STEPHANUS JOSEPHUS DE LA FARE/EPISCOPUS DUX LAUDUNENSIS/PAR FRANCIAE/ROMANAE FIDEI DEFENSOR ARDENS/DEBITUM FECIT CLERO FIDELI/OBSEQUIUM ASSERVANS PAPAE/PAUPERUM PATER SEDULUS/HOS SUA LARGITATE SUSTINUIT/EXTREMAM DIOECESIM VISITANS/PASTOR BONUS/OBIIT/IN HUJUS LOCI CASTELLO/DIE 23 A APRILIS ANNO CHRISTI 1741/AETATIS IN EUNTE 49/ET HAC IN ECCLESIA/QUAMIPSE ANNO 1733 CONSECRAVERAT/SEPELIRI VOLUIT/ABI VIATOR/ET TANTI PROESULIS AEMULARE/CHARITATEM SI CHRISTIANUS/FIDEM SI CATHOLICUS ». La dalle, autrefois dans le chœur, a été relevée et placée debout, contre le mur sud du bras sud du transept.